# Bækkeskov Kloster
Bækkeskov Kloster var et kloster i det nordøstlige Skåne. Klostret tilhørte Præmonstratenserordenen, der ejede flere klostre i Skånelandene. 
Klostret blev oprettet i 1200-tallet, efter at præmonstratenserklostret i Væ var brændt i 1213. Munkene flyttede til et sted mellem de søer Ivösjön og Oppmannasjön, som var i middelalderen forbundet af en bæk. Mellem de to søer oprettede de så et nyt kloster, som fik navnet Bækkeskov. 
Ved reformationen i 1536 blev klostret omdannet til Bækkeskov Slot.
56°05′N 14°21′Ø / 56.09°N 14.35°Ø